# Simone Facey
Simone Facey (Manchester, 7 maggio 1985) è una velocista giamaicana, campionessa mondiale della staffetta 4×100 metri a Berlino 2009.

## Palmarès
| Anno | Manifestazione      | Sede           | Evento      | Risultato  | Prestazione | Note                                     |
| ---- | ------------------- | -------------- | ----------- | ---------- | ----------- | ---------------------------------------- |
| 2001 | Mondiali allievi    | Debrecen       | 100 m piani | 4ª         | 11"83       |                                          |
| 2001 | Mondiali allievi    | Debrecen       | 200 m piani | Semifinale | 24"48       |                                          |
| 2002 | Mondiali juniores   | Kingston       | 100 m piani | Argento    | 11"43       | Miglior prestazione personale            |
| 2002 | Mondiali juniores   | Kingston       | 4×100 m     | Oro        | 43"40       | Record dei campionati                    |
| 2007 | Mondiali            | Osaka          | 4×100 m     | Argento    | 42"01       | Miglior prestazione personale stagionale |
| 2009 | Mondiali            | Berlino        | 200 m piani | 6ª         | 22"80       |                                          |
| 2009 | Mondiali            | Berlino        | 4×100 m     | Oro        | 42"06       |                                          |
| 2011 | Campionati CAC      | Mayagüez       | 100 m piani | Bronzo     | 11"39       |                                          |
| 2011 | Campionati CAC      | Mayagüez       | 200 m piani | Finale     | dns         |                                          |
| 2011 | Campionati CAC      | Mayagüez       | 4×100 m     | Argento    | 43"63       |                                          |
| 2011 | Giochi panamericani | Guadalajara    | 200 m piani | Argento    | 22"86       |                                          |
| 2011 | Giochi panamericani | Guadalajara    | 4×100 m     | Finale     | dnf         |                                          |
| 2014 | World Relays        | Nassau         | 4×200 m     | Bronzo     | 1'30"04     | Record nazionale                         |
| 2015 | World Relays        | Nassau         | 4×100 m     | Oro        | 42"14       | Miglior prestazione mondiale stagionale  |
| 2015 | Giochi panamericani | Toronto        | 200 m piani | Bronzo     | 22"74       |                                          |
| 2015 | Giochi panamericani | Toronto        | 4×100 m     | Argento    | 42"68       |                                          |
| 2016 | Mondiali indoor     | Portland       | 60 m piani  | Semifinale | 7"21        |                                          |
| 2016 | Giochi olimpici     | Rio de Janeiro | 200 m piani | Semifinale | 22"57       | Miglior prestazione personale stagionale |
| 2016 | Giochi olimpici     | Rio de Janeiro | 4×100 m     | Argento    | 41"36       | [ 1 ]                                    |
| 2017 | World Relays        | Nassau         | 4×100 m     | Argento    | 42"95       | Miglior prestazione personale stagionale |
| 2017 | Mondiali            | Londra         | 100 m piani | Semifinale | 11"23       |                                          |
| 2017 | Mondiali            | Londra         | 200 m piani | Semifinale | 23"01       |                                          |
| 2017 | Mondiali            | Londra         | 4×100 m     | Bronzo     | 42"19       | Miglior prestazione personale stagionale |